# Instituto de Economía y Geografía
El Instituto de Economía y Geografía es un centro de investigación sobre temas de Ciencias Sociales, fundado en 1986, dependiente del Consejo Superior de Investigaciones Científicas (CSIC) de España y que a partir de 2007 recibe el nombre de Instituto de Economía, Geografía y Demografía (IEGD), dentro del Centro de Ciencias Humanas y Sociales (CCHS) del CSIC. Su sede central radica en Madrid y posee tres grandes secciones, tal como indica su nombre.

## Historia
Se funda en Madrid en 1986 por fusión de varios institutos del CSIC, de diversas ramas de las Ciencias Sociales. Su director actual es Ricardo Méndez Gutiérrez del Valle. Está estructurado en tres departamentos:
Departamento de Geografía: Fusiona los anteriores Instituto Juan Sebastián Elcano de Madrid y el Instituto de Geografía Aplicada de la Universidad de Zaragoza, ambos adscritos al CSIC. Está dirigido por Juan Antonio Cebrián de Miguel.
Departamento de Economía: Creado en 1997, cuenta con 17 investigadores y está dirigido por María Rosario de Andrés Gómez de Barreda .
Departamento de Demografía: En 1988 se creó el Instituto de Demografía, en el seno del Consejo Superior de Investigaciones Científicas. En el año 1996, el Instituto de Demografía, se integra como Departamento dentro del Instituto de Economía y Geografía Aplicada (IEGA), que luego sería llamado Instituto de Economía y Geografía (IEG). Está dirigido por Diego Ramiro Fariñas.

## Grupos de investigación
- Envejecimiento.
- Innovación, desarrollo y territorio.
- Dinámicas demográficas.
- Economía ambiental.[3]

## Unidades asociadas y de servicio
Posee dos unidades asociadas: la de Métodos estadísticos y la de Desarrollo sostenible. 